# Långtjärnen (Stensele socken, Lappland, 721049-157687)
Långtjärnen är en sjö i Storumans kommun i Lappland och ingår i Umeälvens huvudavrinningsområde. Sjön har en area på 0,0905 kvadratkilometer och ligger 465,7 meter över havet.

## Delavrinningsområde
Långtjärnen ingår i det delavrinningsområde (720670-157459) som SMHI kallar för Utloppet av Inre Joranträsket. Medelhöjden är 437 meter över havet och ytan är 39,28 kvadratkilometer. Det finns inga avrinningsområden uppströms utan avrinningsområdet är högsta punkten. Joranbäcken som avvattnar avrinningsområdet har biflödesordning 2, vilket innebär att vattnet flödar genom totalt 2 vattendrag innan det når havet efter 232 kilometer. Avrinningsområdet består mestadels av skog (83 procent). Avrinningsområdet har 2,03 kvadratkilometer vattenytor vilket ger det en sjöprocent på 5,2 procent.